# 1972년 하계 올림픽
1972년 하계 올림픽(영어: 1972 Summer Olympics, The Games of the XX Olympiad, 독일어: Olympische Sommerspiele 1972)은 1972년 8월 26일부터 9월 11일까지 서독 뮌헨에서 개최된 제20회 하계 올림픽이다.
독일에서 열린 두 번째 하계 올림픽으로 독일은 이 대회를 통해 독일의 민주주의와 새로운 이미지를 보이기 위해 노력하였다. 이 대회의 공식 모토인 "행복한 경기(Happy)"와 엠블럼 "밝은 태양"은 이러한 노력의 일환이다. 또한 이 대회는 마스코트인 닥스훈트 발디가 공식으로 채택된다.

## 투표 결과
1966년 4월 26일, 이탈리아 로마에서 열린 IOC 총회에서 서독 뮌헨으로 결정되었다. 
| 후보 도시  | NOC    | 1차 투표 | 2차 투표 |
| 뮌헨       | 서독   | 29       | 31       |
| 마드리드   | 스페인 | 16       | 16       |
| 몬트리올   | 캐나다 | 6        | 13       |
| 디트로이트 | 미국   | 6        |          |

## 참가국

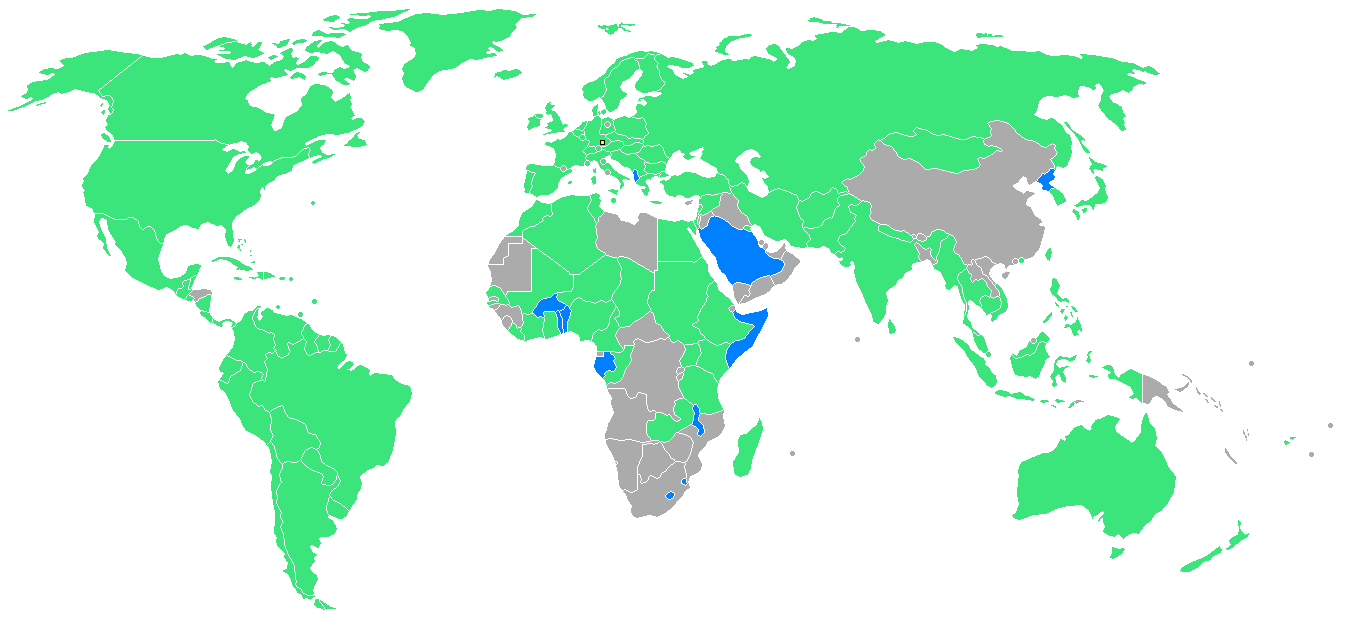
1972년 하계 올림픽 참가국

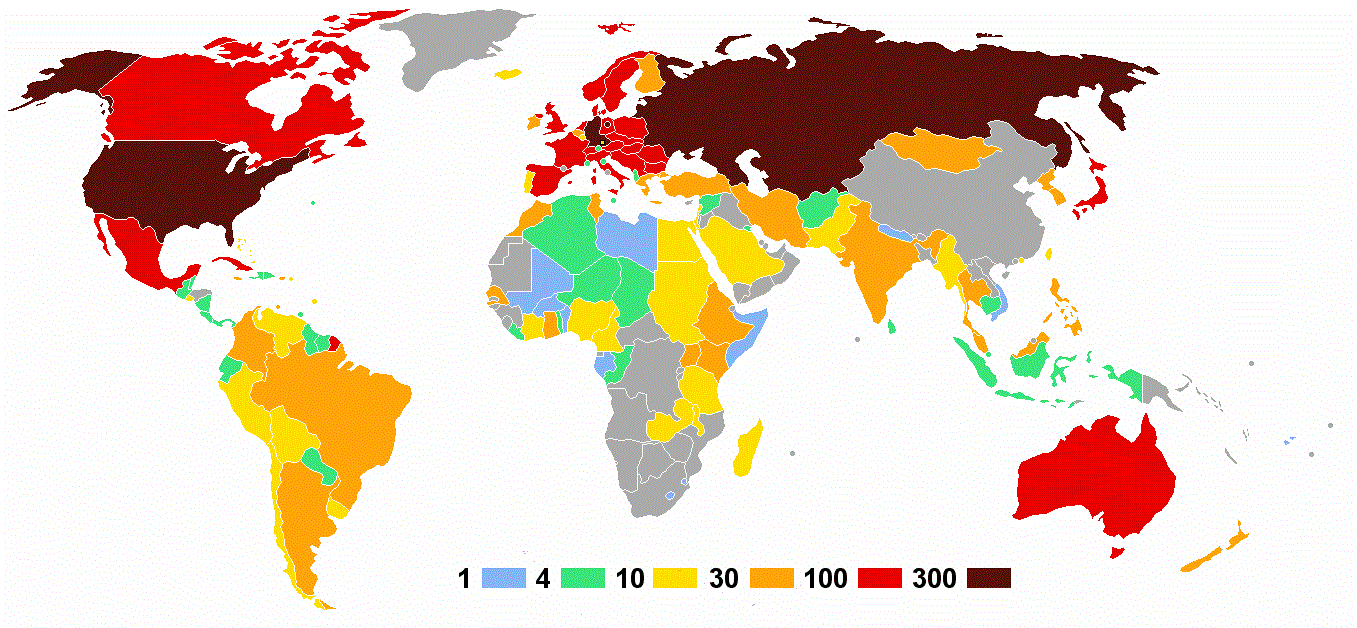
참가국들이 파견한 선수단의 인원 수

국제 올림픽 위원회(IOC)는 1971년에 과거 영국의 식민지로 있다가 소수 백인 정권의 일방적인 독립 선언으로 인하여 국제적인 승인을 받지 못한 로디지아에 대해 옛 영국령 남로디지아 식민지 대표로 등록할 것, 옛 영국령 남로디지아 식민지의 기와 영국의 국가를 사용할 것, 백인 이외에 흑인을 비롯한 여러 인종들로 구성된 선수단을 파견할 것을 조건으로 1972년 뮌헨 하계 올림픽 참가를 허용하는 안건을 승인했다. 그러나 대회 개막을 앞둔 상황에서 아프리카 국가들이 인종 차별 정책을 시행하고 있던 로디지아가 참가하면 해당 대회를 보이콧하겠다고 위협함에 따라 국제 올림픽 위원회는 1972년 8월 22일에 열린 회의를 통해 찬성 36표, 반대 31표, 기권 3표로 로디지아의 1972년 뮌헨 하계 올림픽 참가 자격을 박탈하기로 결정했다. 국제 올림픽 위원회는 1975년 5월 22일에 스위스 로잔에서 열린 총회를 통해 로디지아의 스포츠계에서 자행되고 있는 인종 차별 행위를 규탄하기 위한 차원에서 로디지아를 국제 올림픽 위원회에서 축출하자는 안건을 찬성 41표, 반대 26표로 가결했다.
알바니아, 베냉(대회 당시에는 다호메이 공화국), 부르키나파소(대회 당시에는 오트볼타 공화국), 에스와티니(대회 당시에는 스와질란드), 가봉, 조선민주주의인민공화국, 레소토, 말라위, 사우디아라비아, 소말리아, 토고 11개국이 처음으로 하계 올림픽에 참가했다. 1972년 하계 올림픽 참가국과 인원은 다음과 같다.
| \| - 아프가니스탄 (8) - 알바니아 (5) - 알제리 (5) - 아르헨티나 (92) - 오스트레일리아 (168) - 오스트리아 (111) - 바하마 (20) - 바베이도스 (13) - 벨기에 (88) - 버뮤다 (9) - 볼리비아 (11) - 브라질 (81) - 영국령 온두라스 (1) - 불가리아 (130) - 버마 (18) - 카메룬 (11) - 캐나다 (208) - 실론 (4) - 차드 (4) - 칠레 (11) - 중화민국 (21) - 콜롬비아 (59) - 콩고 공화국 (6) - 코스타리카 (3) - 쿠바 (137) - 체코슬로바키아 (181) - 다호메이 (3) - 덴마크 (126) - 도미니카 공화국 (5) - 에콰도르 (2) \| \| - 이집트 (23) - 엘살바도르 (11) - 에티오피아 (31) - 피지 (2) - 핀란드 (96) - 프랑스 (227) - 가봉 (1) - 동독 (297) - 서독 (423) (개최국) - 가나 (35) - 영국 (284) - 그리스 (60) - 과테말라 (8) - 가이아나 (3) - 아이티 (7) - 홍콩 (10) - 헝가리 (232) - 아이슬란드 (25) - 인도 (41) - 인도네시아 (6) - 이란 (48) - 아일랜드 (59) - 이스라엘 (14) - 이탈리아 (224) - 코트디부아르 (11) - 자메이카 (33) - 일본 (184) - 케냐 (57) - 크메르 공화국 (9) - 쿠웨이트 (4) \| - 레바논 (19) - 레소토 (1) - 라이베리아 (5) - 리히텐슈타인 (6) - 룩셈부르크 (11) - 마다가스카르 (11) - 말라위 (16) - 말레이시아 (45) - 말리 (3) - 몰타 (5) - 멕시코 (174) - 모나코 (5) - 몽골 (39) - 모로코 (35) - 네팔 (2) - 네덜란드 (119) - 네덜란드령 안틸레스 (2) - 뉴질랜드 (89) - 니카라과 (8) - 니제르 (4) - 나이지리아 (25) - 조선민주주의인민공화국 (37) - 노르웨이 (112) - 파키스탄 (25) - 파나마 (7) - 파라과이 (3) - 페루 (20) - 필리핀 (53) - 폴란드 (290) - 포르투갈 (29) \| - 푸에르토리코 (53) - 루마니아 (159) - 산마리노 (7) - 사우디아라비아 (10) - 세네갈 (38) - 싱가포르 (7) - 소말리아 (3) - 대한민국 (42) - 소련 (371) - 스페인 (123) - 수단 (26) - 수리남 (2) - 스와질란드 (2) - 스웨덴 (131) - 스위스 (151) - 시리아 (5) - 탄자니아 (15) - 태국 (33) - 토고 (7) - 트리니다드 토바고 (19) - 튀니지 (35) - 튀르키예 (43) - 우간다 (33) - 미국 (400) - 오트볼타 (1) - 우루과이 (13) - 베네수엘라 (23) - 베트남 (2) - 미국령 버진아일랜드 (16) - 유고슬라비아 (126) - 잠비아 (11) \| |  | | | |
| - 아프가니스탄 (8) - 알바니아 (5) - 알제리 (5) - 아르헨티나 (92) - 오스트레일리아 (168) - 오스트리아 (111) - 바하마 (20) - 바베이도스 (13) - 벨기에 (88) - 버뮤다 (9) - 볼리비아 (11) - 브라질 (81) - 영국령 온두라스 (1) - 불가리아 (130) - 버마 (18) - 카메룬 (11) - 캐나다 (208) - 실론 (4) - 차드 (4) - 칠레 (11) - 중화민국 (21) - 콜롬비아 (59) - 콩고 공화국 (6) - 코스타리카 (3) - 쿠바 (137) - 체코슬로바키아 (181) - 다호메이 (3) - 덴마크 (126) - 도미니카 공화국 (5) - 에콰도르 (2) |  | - 이집트 (23) - 엘살바도르 (11) - 에티오피아 (31) - 피지 (2) - 핀란드 (96) - 프랑스 (227) - 가봉 (1) - 동독 (297) - 서독 (423) (개최국) - 가나 (35) - 영국 (284) - 그리스 (60) - 과테말라 (8) - 가이아나 (3) - 아이티 (7) - 홍콩 (10) - 헝가리 (232) - 아이슬란드 (25) - 인도 (41) - 인도네시아 (6) - 이란 (48) - 아일랜드 (59) - 이스라엘 (14) - 이탈리아 (224) - 코트디부아르 (11) - 자메이카 (33) - 일본 (184) - 케냐 (57) - 크메르 공화국 (9) - 쿠웨이트 (4) | - 레바논 (19) - 레소토 (1) - 라이베리아 (5) - 리히텐슈타인 (6) - 룩셈부르크 (11) - 마다가스카르 (11) - 말라위 (16) - 말레이시아 (45) - 말리 (3) - 몰타 (5) - 멕시코 (174) - 모나코 (5) - 몽골 (39) - 모로코 (35) - 네팔 (2) - 네덜란드 (119) - 네덜란드령 안틸레스 (2) - 뉴질랜드 (89) - 니카라과 (8) - 니제르 (4) - 나이지리아 (25) - 조선민주주의인민공화국 (37) - 노르웨이 (112) - 파키스탄 (25) - 파나마 (7) - 파라과이 (3) - 페루 (20) - 필리핀 (53) - 폴란드 (290) - 포르투갈 (29) | - 푸에르토리코 (53) - 루마니아 (159) - 산마리노 (7) - 사우디아라비아 (10) - 세네갈 (38) - 싱가포르 (7) - 소말리아 (3) - 대한민국 (42) - 소련 (371) - 스페인 (123) - 수단 (26) - 수리남 (2) - 스와질란드 (2) - 스웨덴 (131) - 스위스 (151) - 시리아 (5) - 탄자니아 (15) - 태국 (33) - 토고 (7) - 트리니다드 토바고 (19) - 튀니지 (35) - 튀르키예 (43) - 우간다 (33) - 미국 (400) - 오트볼타 (1) - 우루과이 (13) - 베네수엘라 (23) - 베트남 (2) - 미국령 버진아일랜드 (16) - 유고슬라비아 (126) - 잠비아 (11) |

## 종목
- 근대5종
- 농구
- 다이빙
- 레슬링
- 배구
- 복싱
- 사격
- 사이클
- 수구
- 수영
- 승마
- 양궁
- 역도
- 요트
- 유도
- 육상
- 조정
- 체조
- 축구
- 카누
- 펜싱
- 하키
- 핸드볼

### 시범 종목
- 배드민턴
- 수상스키

## 메달 집계
| 순위 | 국가                 | 금메달 | 은메달 | 동메달 | 합계 |
| ---- | -------------------- | ------ | ------ | ------ | ---- |
| 1    | 소련 (URS)           | 50     | 27     | 22     | 99   |
| 2    | 미국 (USA)           | 33     | 31     | 30     | 94   |
| 3    | 동독 (GDR)           | 20     | 23     | 23     | 66   |
| 4    | 서독 (FRG)           | 13     | 11     | 16     | 40   |
| 5    | 일본 (JPN)           | 13     | 8      | 8      | 29   |
| 6    | 오스트레일리아 (AUS) | 8      | 7      | 2      | 17   |
| 7    | 폴란드 (POL)         | 7      | 5      | 9      | 21   |
| 8    | 헝가리 (HUN)         | 6      | 13     | 16     | 35   |
| 9    | 불가리아 (BUL)       | 6      | 10     | 5      | 21   |
| 10   | 이탈리아 (ITA)       | 5      | 3      | 10     | 18   |

## 대회 이모저모
- 올림픽 기간 도중 검은 9월단에 의한 뮌헨 참사가 일어나면서 모든 경기 일정이 중단되었다. IOC와 조직위원회는 대회 취소도 검토했으나 국제 올림픽 위원회 의장인 에브리 브런디지가 계속 진행할 것을 주장, 대회를 계속 진행하는 대신 경기를 하루 연기시켰다. 이 사건의 여파로 올림픽기가 처음으로 조기로 게양되었다.
- 이스라엘 선수단의 참사로 이스라엘의 국기가 올림픽 대회 중에 조기로 게양되었다.
- 심판의 올림픽 선서가 이 대회에서 처음 실시되었다.
- 배드민턴과 수상스키가 시범종목으로 치러졌다.
- 카누의 슬라롬 종목이 처음 실시되었다.
- 핸드볼과 양궁이 각각 1936년과 1920년 이후 다시 열리게 되었다.
- 미국의 마크 스피츠(Mark Spitz)가 단일 대회에서 세계 신기록을 세우며 7개의 금메달을 획득하였다. 그는 올림픽에서 모두 9개의 금메달을 땄다. 유대인인 그는 테러의 위협으로 폐회식에는 참여하지 못했다.
- 중화민국은 이 대회를 끝으로 해당 국가명으로 더 이상 참가할 수 없게 되었다.
- 노버트 주드호스라는 사람이 마라톤 경기 중 선수를 흉내 낸 사건이 있었다. 스타디움에 있던 노버트는 옷을 벗고서 트랙에 들어가 한 바퀴를 돌았다. 처음에 관중들은 알아차리지 못하고 노버트가 거의 한 바퀴를 돌 때까지 응원을 하였으나, 사실을 안 관중들은 금방 크게 웃기 시작했다. 결국은 경비원들이 노버트를 붙잡아갔다.
- 당시 미국 남자 110m 허들 국가대표로 나갔던 보이드 기튼스는 국가대표 선발전 도중 비둘기 똥이 그의 눈 속으로 들어가 경기를 그만둘 수밖에 없었다. 주최측은 재시합을 열었고, 보이드는 국가대표 선수로 선발되어 뮌헨에 갔지만, 부상을 당해 결국 시합에 나가지 못했다.
- 미국의 100m 기록 보유자 두 선수가 준준결승에 나가는 것을 놓치는 바람에 소련의 발레리 보르조프가 100m와 200m에서 2개의 금메달을 획득하였다.
- 미국의 400m 우승자 빈센트 매튜즈와 그의 동료 웨인 콜레트가 메달 시상식에서 관중들의 눈에 거슬리는 행동으로 인해 추방당하면서 미국의 1,600m 릴레이 팀이 경기에 출전하지 못했다.
- 서독의 울리케 마이파르트가 여자 높이뛰기에서 여성 최연소 필드 종목 금메달리스트가 되었다.
- 미국과 소련 간의 남자 농구 결승전에서는 심판들이 종료 3초를 남기고 실수로 경기 종료를 선언하는 바람에 소련 감독이 항의에 나섰고 결국 3초가 남은 상태에서 다시 시작되었으며, 미국이 51대 50으로 패하자, 미국 선수들이 은메달을 거부하는 일이 생겼다.
- 남자 필드 하키 결승전에서 서독에게 1대 0으로 아깝게 패해 은메달에 그친 파키스탄 팀 선수들이 국제 하키 연맹 회장에게 물을 끼얹고, 금지약물 복용을 검사하려는 의사에게 폭행을 가하며, 자신들이 받은 은메달을 발로 짓밟았는데, 이로 인해 해당선수들은 올림픽 참가 자격을 영구박탈 당하는 징계를 받았다.

### 1972년 하계 올림픽과 한반도와 관련된 일
- 조선민주주의인민공화국이 첫 출전하였다.
- 올림픽에 처음으로 참가한 조선민주주의인민공화국은 리호준이 소구경 복사 종목에 출전해 599점의 세계신기록으로 우승하며 최초로 올림픽에서 금메달을 땄다. 그는 우승소감을 통해 "김일성의 교시에 따라 표적을 적으로 생각하고 쐈다"고 말해 올림픽 정신에 위배되는 발언으로 물의를 일으켰다. 이후 조선민주주의인민공화국 올림픽 선수단은 국제사격연맹(UIT)에게 사과를 함으로써 문제는 일단락되었다.
- 또한 이번 대회에서는 올림픽 사상 첫 대한민국과 조선민주주의인민공화국 간 경기가 있었는데, 조선민주주의인민공화국 여자 배구 대표팀이 3-4위전에서 대한민국 여자 배구 대표팀을 3-1로 누르고 동메달을 획득하였다. 대한민국 여자 배구 대표팀은 바로 다음 대회인 몬트리올 올림픽에서 동메달을 땄다.
- 대한민국은 유도 미들급의 오승립 선수가 은메달 1개를 획득하는 데 그쳐 종합순위 33위의 부진을 면치 못했다.

## 같이 보기
- 1972년 하계 올림픽 메달 집계